# Крістіан Рамос
Крістіан Рамос (ісп. Christian Ramos, нар. 4 листопада 1988, Ліма) — перуанський футболіст, захисник клубу «Веракрус» та національної збірної Перу.

## Ігрова кар'єра
Народився 4 листопада 1988 року в місті Ліма. Вихованець футбольної школи клубу «Спортінг Крістал». Професійну футбольну кар'єру розпочав 2007 року в основній команді того ж клубу, в якій провів два сезони, взявши участь у 51 матчі чемпіонату. По закінченні другого сезону перейшов в більш іменитий «Універсідад Сан-Мартін», якому у 2010 році допоміг виграти чемпіонат Перу.
На початку 2011 року Крістіан перейшов у команду «Альянса Ліма», де провів один сезон, після чого повернувся у «Універсідад Сан-Мартін», за який грав протягом сезону 2012 року.
На початку 2013 року Крістіан підписав контракт з клубом «Хуан Ауріч», у складі якого провів наступні чотири роки своєї кар'єри гравця. Більшість часу, проведеного у складі «Хуан Ауріча», був основним гравцем захисту команди і встиг відіграти за команду з Чиклайо 103 матчі в національному чемпіонаті.
Влітку 2016 року Рамос перейшов у аргентинський клуб «Хімнасія і Есгріма», де основним гравцем не став через що на початку 2017 року для отримання ігрової практики перейшов у еквадорський «Емелек».
На початку 2018 року Рамос перейшов у мексиканський «Веракрус». 29 січня в матчі проти «Сантос Лагуна» він дебютував у мексиканській Прімері. Станом на 18 червня 2018 року відіграв за команду з Веракруса 9 матчів в національному чемпіонаті.

## Виступи за збірні
2009 року дебютував в офіційних матчах у складі національної збірної Перу. Наразі провів у формі головної команди країни 49 матчів, забив один гол.
У складі збірної був учасником розіграшу Кубка Америки 2016 року в США, де зіграв у всіх чотирьох матчах, а потім поїхав і на чемпіонат світу 2018 року у Росії.

## Титули і досягнення

### Клубні
- Чемпіон Перу (1)

«Універсідад Сан-Мартін»: 2009

### Збірна
- Бронзовий призер Кубка Америки: 2011, 2015

| Дата       | Місто                  | Господарі         | Результат        | Гості             | Турнір                                 | Голи | Примітки |
| ---------- | ---------------------- | ----------------- | ---------------- | ----------------- | -------------------------------------- | ---- | -------- |
| 6-2-2009   | Лос-Анджелес           | Перу              | 0 – 1            | Сальвадор         | товариський матч                       | -    |          |
| 9-9-2009   | Пуерто-ла-Крус         | Венесуела         | 3 – 1            | Перу              | Відбір до ЧС 2010                      | -    |          |
| 18-11-2009 | Маямі-Ґарденс          | Перу              | 1 – 0            | Гондурас          | товариський матч                       | -    |          |
| 8-10-2010  | Ліма                   | Перу              | 2 – 0            | Коста-Рика        | товариський матч                       | -    |          |
| 12-10-2010 | Панама                 | Панама            | 1 – 0            | Перу              | товариський матч                       | -    | 45'      |
| 17-11-2010 | Богота                 | Колумбія          | 1 – 1            | Перу              | товариський матч                       | -    |          |
| 8-2-2011   | Мокеґуа                | Перу              | 1 – 0            | Панама            | товариський матч                       | -    | 62'      |
| 23-3-2011  | Гаага                  | Перу              | 0 – 0            | Еквадор           | товариський матч                       | -    |          |
| 4-6-2011   | Мацумото (Наґано)      | Перу              | 0 – 0            | Чехія             | Kirin Cup                              | -    |          |
| 28-6-2011  | Ліма                   | Перу              | 1 – 0            | Сенегал           | товариський матч                       | -    |          |
| 12-7-2011  | Мендоса                | Чилі              | 1 – 0            | Перу              | Копа Америка 2011 - 1-й етап           | -    |          |
| 16-7-2011  | Кордова                | Колумбія          | 0 – 2            | Перу              | Копа Америка 2011 - чвертьфінал        | -    |          |
| 23-7-2011  | Ла-Плата (місто)       | Перу              | 4 – 1            | Венесуела         | Копа Америка 2011 - матч за 3-тє місце | -    |          |
| 5-9-2011   | Ла-Пас                 | Болівія           | 0 – 0            | Перу              | товариський матч                       | -    |          |
| 15-11-2011 | Кіто                   | Еквадор           | 2 – 0            | Перу              | Відбір до ЧС 2014                      | -    |          |
| 21-3-2012  | Аріка                  | Чилі              | 3 – 1            | Перу              | товариський матч                       | -    | 81'      |
| 11-4-2012  | Такна                  | Перу              | 0 – 3            | Чилі              | товариський матч                       | -    |          |
| 24-5-2012  | Ліма                   | Перу              | 3 – 1            | Нігерія           | товариський матч                       | -    |          |
| 4-6-2012   | Ліма                   | Перу              | 3 – 1            | Колумбія          | Відбір до ЧС 2014                      | -    |          |
| 10-6-2012  | Монтевідео             | Уругвай           | 4 – 2            | Перу              | Відбір до ЧС 2014                      | -    |          |
| 16-8-2012  | Сан-Хосе               | Коста-Рика        | 0 – 1            | Перу              | товариський матч                       | -    | 46'      |
| 15-10-2012 | Ла-Пас                 | Болівія           | 1 – 1            | Перу              | Відбір до ЧС 2014                      | -    |          |
| 17-10-2012 | Асунсьйон              | Парагвай          | 1 – 0            | Перу              | Відбір до ЧС 2014                      | -    | 16'      |
| 14-11-2012 | Х'юстон                | Гондурас          | 0 – 0            | Перу              | товариський матч                       | -    |          |
| 6-2-2013   | Коува                  | Тринідад і Тобаго | 0 – 2            | Перу              | товариський матч                       | -    | 43'      |
| 22-3-2013  | Ліма                   | Перу              | 1 – 0            | Чилі              | Відбір до ЧС 2014                      | -    | 24'      |
| 18-4-2013  | Сан-Франциско          | Перу              | 0 – 0            | Мексика           | товариський матч                       | -    |          |
| 1-6-2013   | Панама                 | Панама            | 1 – 2            | Перу              | товариський матч                       | -    | 46'      |
| 14-8-2013  | Сувон                  | Південна Корея    | 0 – 0            | Перу              | товариський матч                       | -    |          |
| 7-9-2013   | Ліма                   | Перу              | 1 – 2            | Уругвай           | Відбір до ЧС 2014                      | -    |          |
| 30-5-2014  | Лондон                 | Англія            | 3 – 0            | Перу              | товариський матч                       | -    | 68'      |
| 3-6-2014   | Люцерн                 | Швейцарія         | 2 – 0            | Перу              | товариський матч                       | -    | 60'      |
| 5-8-2014   | Ліма                   | Перу              | 3 – 0            | Панама            | товариський матч                       | 1    |          |
| 11-10-2014 | Вальпараїсо            | Чилі              | 3 – 0            | Перу              | товариський матч                       | -    | 58'      |
| 14-10-2014 | Ліма                   | Перу              | 1 – 0            | Гватемала         | товариський матч                       | -    |          |
| 14-11-2014 | Луке                   | Парагвай          | 2 – 1            | Перу              | товариський матч                       | -    |          |
| 18-11-2014 | Ліма                   | Перу              | 2 – 1            | Парагвай          | товариський матч                       | -    |          |
| 1-4-2015   | Форт-Лодердейл         | Перу              | 0 – 1            | Венесуела         | товариський матч                       | -    |          |
| 29-6-2015  | Сантьяго               | Чилі              | 2 – 1            | Перу              | Копа Америка 2015 - півфінал           | -    | 27'      |
| 3-7-2015   | Консепсьйон            | Перу              | 2 – 0            | Парагвай          | Копа Америка 2015 - матч за 3-тє місце | -    |          |
| 8-9-2015   | Гаррісон               | Колумбія          | 1 – 1            | Перу              | товариський матч                       | -    | 74'      |
| 8-10-2015  | Барранкілья            | Колумбія          | 2 – 0            | Перу              | Відбір до ЧС 2018                      | -    | 78'      |
| 29-3-2016  | Монтевідео             | Уругвай           | 1 – 0            | Перу              | Відбір до ЧС 2018                      | -    |          |
| 25-5-2016  | Ліма                   | Перу              | 4 – 0            | Тринідад і Тобаго | товариський матч                       | -    | кап.     |
| 30-5-2016  | Вашингтон              | Сальвадор         | 1 – 3            | Перу              | товариський матч                       | -    | 67'      |
| 5-6-2016   | Вашингтон              | Гаїті             | 0 – 1            | Перу              | Копа Америка 2016 - 1-й етап           | -    |          |
| 9-6-2016   | Фінікс                 | Еквадор           | 2 – 2            | Перу              | Копа Америка 2016 - 1-й етап           | -    |          |
| 13-6-2016  | Фоксборо (Массачусетс) | Перу              | 1 – 0            | Бразилія          | Копа Америка 2016 - 1-й етап           | -    |          |
| 18-6-2016  | Іст-Ратерфорд          | Перу              | 0 – 0 (2-4 п.п.) | Колумбія          | Копа Америка 2016 - чвертьфінал        | -    |          |
| 1-9-2016   | Ла-Пас                 | Болівія           | 0 – 3            | Перу              | Відбір до ЧС 2018                      | -    | кап.     |
| 7-9-2016   | Ліма                   | Перу              | 2 – 1            | Еквадор           | Відбір до ЧС 2018                      | -    |          |
| 7-10-2016  | Ліма                   | Перу              | 2 – 2            | Аргентина         | Відбір до ЧС 2018                      | -    |          |
| 12-10-2016 | Сантьяго               | Чилі              | 2 – 1            | Перу              | Відбір до ЧС 2018                      | -    |          |
| 11-11-2016 | Асунсьйон              | Парагвай          | 1 – 4            | Перу              | Відбір до ЧС 2018                      | 1    |          |
| 16-11-2016 | Ліма                   | Перу              | 0 – 2            | Бразилія          | Відбір до ЧС 2018                      | -    |          |
| 24-3-2017  | Матурин                | Венесуела         | 2 – 2            | Перу              | Відбір до ЧС 2018                      | -    | 45+2'    |
| 14-6-2017  | Ліма                   | Перу              | 3 – 1            | Ямайка            | товариський матч                       | -    | 46'      |
| 1-9-2017   | Ліма                   | Перу              | 2 – 1            | Болівія           | Відбір до ЧС 2018                      | -    |          |
| 5-9-2017   | Кіто                   | Еквадор           | 1 – 2            | Перу              | Відбір до ЧС 2018                      | -    | 79'      |
| 11-10-2017 | Ліма                   | Перу              | 1 – 1            | Колумбія          | Відбір до ЧС 2018                      | -    |          |
| 11-11-2017 | Веллінгтон             | Нова Зеландія     | 0 – 0            | Перу              | Відбір до ЧС 2018                      | -    |          |
| 16-11-2017 | Ліма                   | Перу              | 2 – 0            | Нова Зеландія     | Відбір до ЧС 2018                      | 1    | 75'      |
| 24-3-2018  | Маямі                  | Перу              | 2 – 0            | Хорватія          | товариський матч                       | -    | 72'      |
| 28-3-2018  | Лейпциг                | Перу              | 3 – 1            | Ісландія          | товариський матч                       | -    |          |
| 30-5-2018  | Ліма                   | Перу              | 2 – 0            | Шотландія         | товариський матч                       | -    |          |
| 3-6-2018   | Санкт-Галлен           | Саудівська Аравія | 0 – 3            | Перу              | товариський матч                       | -    | 46'      |
| 9-6-2018   | Гетеборг               | Швеція            | 0 – 0            | Перу              | товариський матч                       | -    | 67'      |
| 16-6-2018  | Саранськ               | Перу              | 0 – 1            | Данія             | ЧС 2018 - 1-й етап                     | -    |          |
| 21-6-2018  | Єкатеринбург           | Франція           | 1 – 0            | Перу              | ЧС 2018 - 1-й етап                     | -    |          |
| Усього     |                        | Матчів            | 69               |                   | Голів                                  | 3    |          |